# Vöröstorkú guán
A vöröstorkú guán (Aburria cujubi) a madarak osztályának tyúkalakúak (Galliformes) rendjébe és a hokkófélék (Cracidae) családjába tartozó faj.
A magyar név forrással nincs megerősítve, lehet, hogy az angol név tükörfordítása (Red-throated Piping-guan).

## Rendszerezés
Egyes rendszerezők a Pipile nemhez sorolják Pipile cujubi néven, de tartozott a Penelope nembe is Penelope cujubi néven.

## Előfordulása
Bolívia és Brazília területén honos. A természetes élőhelye a szubtrópusi és trópusi párás síkvidéki erdőkben van.

## Alfajai
- Aburria cujubi cujubi (Pelzeln, 1858)
- Aburria cujubi nattereri (Reichenbach, 1861)

## Külső hivatkozások
- Képek az interneten a fajról